# Impact Players
Os Impact Players foram um stable de wrestling profissional heel, que competia na Extreme Championship Wrestling e era formado basicamente por Lance Storm e Justin Credible. Os managers do grupo eram Dawn Marie e Jason Knight.
O grupo, que durou entre Fevereiro de 1999 e o início de 2000, fez uma tentativa sem sucesso para entrar na WWE em 2005.

## Títulos
- ECW World Heavyweight Championship (1 vez) - Justin Credible
- ECW Tag Team Championship (2 vezes) - Credible e Storm